# Frontière entre l'Afghanistan et le Tadjikistan
La frontière entre l'Afghanistan et le Tadjikistan est la frontière séparant l'Afghanistan et le Tadjikistan.
D'orientation générale Est-Ouest, elle débute à l'Est au tripoint entre l'Afghanistan, le Tadjikistan et la Chine, au nord du corridor du Wakhan (37° 20′ 50″ N, 74° 34′ 15″ E). La majeure partie de son tracé suit le cours du Pamir, à partir de sa source dans le lac Zorkul, puis le Piandj (issu de la confluence du Pamir et du Wakhan-Daria), et enfin l'Amou-Daria (issu de la confluence du Piandj et du Vakhch), jusqu'au tripoint entre l'Afghanistan, le Tadjikistan et l'Ouzbékistan (37° 11′ 05″ N, 67° 47′ 20″ E).
Le dessin actuel de la frontière a été finalisé à la fin du XIXe siècle (1895), à l'époque du Grand Jeu opposant l'Empire russe à l'Empire britannique, et sépare à cette époque l’émirat protégé par la Russie, et l’Afghanistan d’Abdur Rahman sous la tutelle de l’Inde britannique.

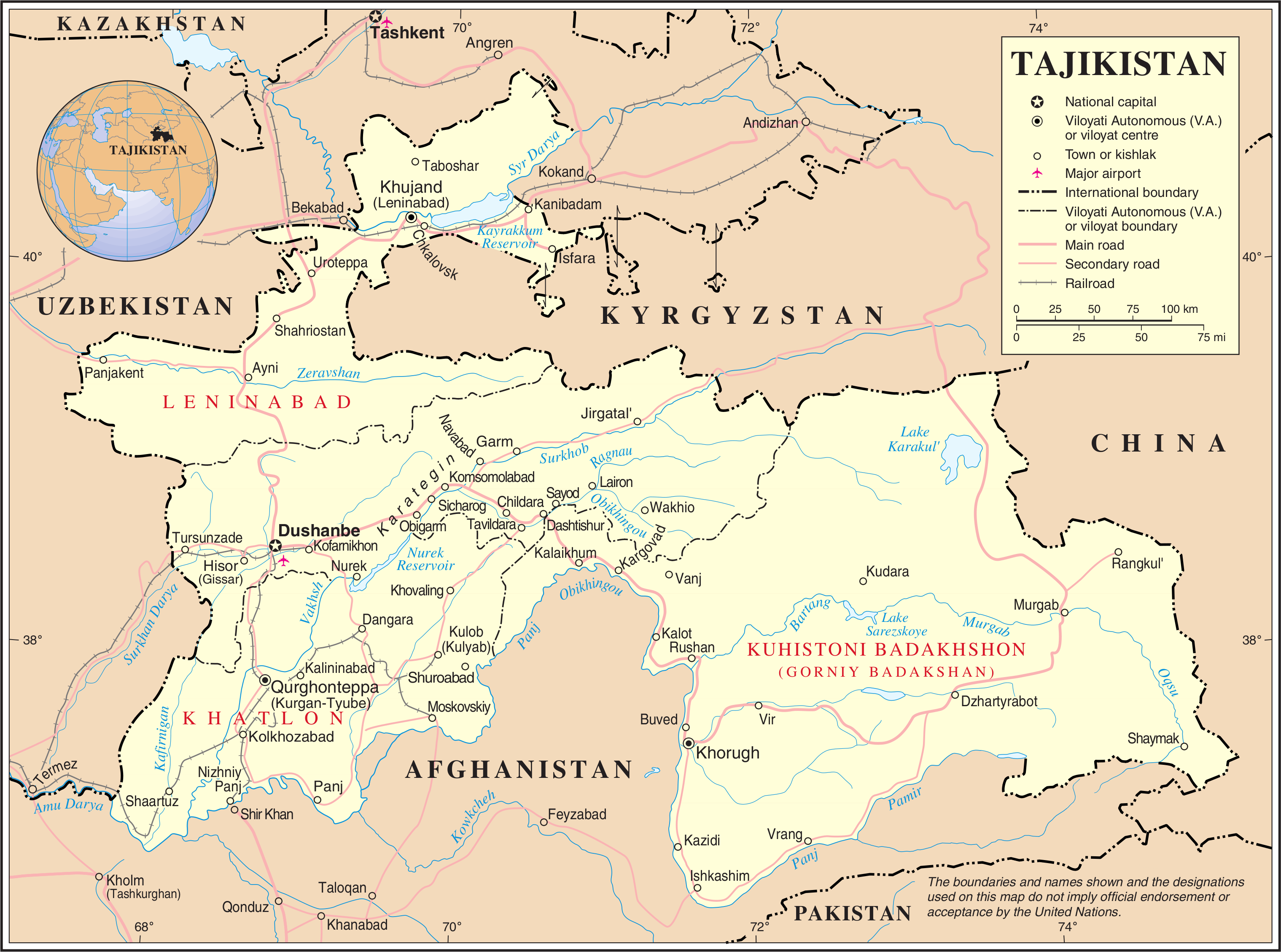
Carte du Tadjikistan. La frontière avec l'Afghanistan est au sud du pays.